# Expedition Unlimited
Expedition Unlimited is een van oorsprong Nederlands televisieprogramma dat sinds november 2008 wordt uitgezonden bij omroep LLiNK op Nederland 3. De presentatie is in handen van Marc de Hond en Froukje Jansen.

## Format
In Expedition Unlimited reizen vijf koppels door Zuid-Afrika. Elk team bestaat uit een fotomodel en een persoon met een fysieke beperking. De kandidaten zijn voornamelijk op elkaar en de bevolking aangewezen.
De kandidaten racen in verschillende etappes op speciaal voor het programma ontwikkelde duofietsen waarbij het model fietst en de teamgenoot handbiked. Aan het begin van elke aflevering kan door middel van een spel voorsprong worden verdiend. De teams kunnen elkaar saboteren door een Tokoloshi in te zetten.
Het koppel dat na 10 afleveringen als eerste de finish passeert wint het spel en het prijsbedrag van 20.000 euro. De teamgenoten kunnen dit bedrag delen of er nog onderling de strijd om aangaan.

## Teams
De teams van seizoen 1:
- Groen: Cefas en Fleur
- Rood: Samir en Tahnee
- Zwart: Shushila en Ronald
- Geel: Kjeld en Celina
- Blauw: Lisanne en Joey

Na teamwissel in aflevering 5:
- Groen: Cefas en Tahnee
- Rood: Samir en Celina
- Zwart: Shushila en Joey
- Geel: Kjeld en Ronald
- Blauw: Lisanne en Fleur

## Finale
De finaleronde op de laatste speeldag werd gehaald door het blauwe, groene en gele team, die qua tijd heel dicht op elkaar zaten. Op een afgesloten snelweg in Kaapstad werd het finalespel gespeeld. Het groene team (Cefas en Tahnee) won uiteindelijk de finale en zij besloten de hoofdprijs van 20.000 euro samen te delen.